# فهرست وابسته‌های دیپلماتیک در قطر

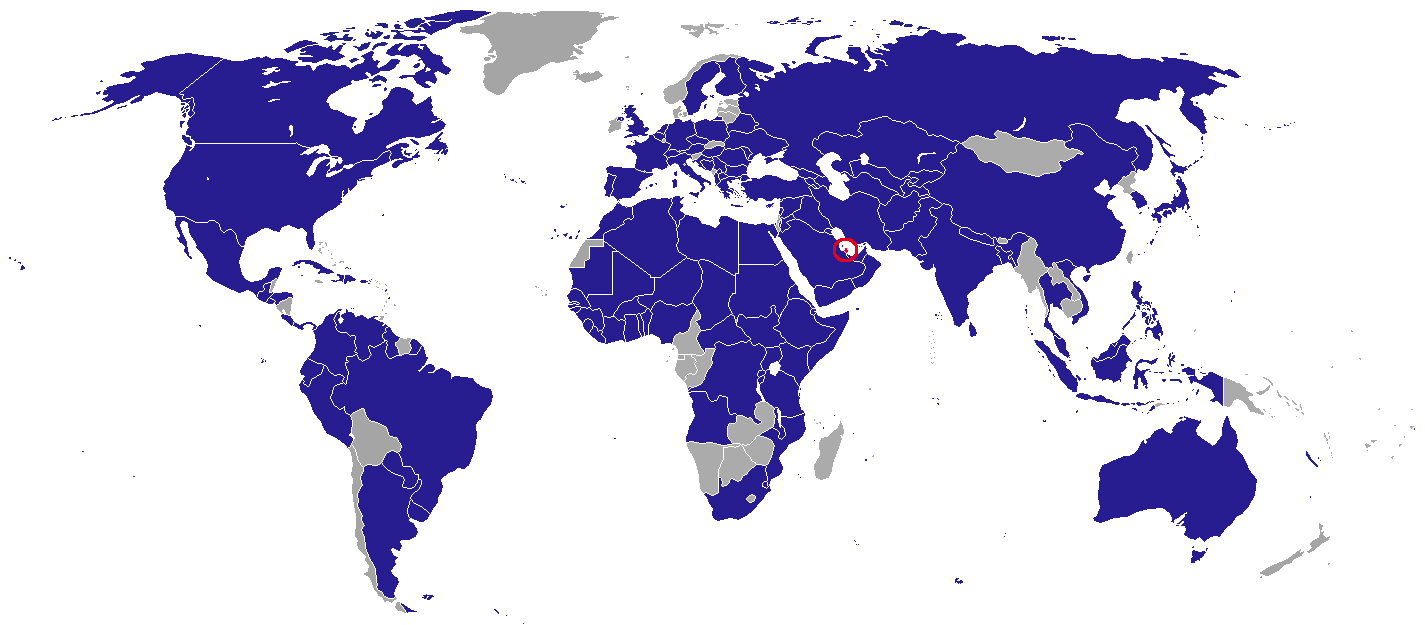
نقشه کشورهایی که در قطر نمایندگی دیپلماتیک دارند.

این فهرستی از نمایندگی‌های دیپلماتیک در قطر است. دوحه، پایتخت قطر، میزبان ۱۰۰ سفارتخانه است. چندین کشور دیگر نیز در قطر سفرای غیرمقیم دارند.

## سفارتخانه‌ها
دوحه
| - افغانستان - آلبانی - الجزایر - آرژانتین - استرالیا - اتریش - جمهوری آذربایجان - بنگلادش - بلاروس - بلژیک - بنین - بوسنی و هرزگوین - برزیل - برونئی - بلغارستان - بورکینافاسو - کانادا - جمهوری آفریقای مرکزی - چاد - چین - کومور - کاستاریکا - کرواسی - کوبا - قبرس - جیبوتی - جمهوری دومینیکن - اکوادور - السالوادور - اریتره - اتیوپی - فرانسه - گامبیا | - گرجستان - آلمان - غنا - یونان - مجارستان - هند - اندونزی - ایران - عراق - ایتالیا - ژاپن - اردن - قزاقستان - کنیا - کویت - قرقیزستان - لبنان - لیبریا - لیبی - مالزی - مالی - موریتانی - مکزیک - مولدووا - مراکش - نپال - هلند - نیجر - نیجریه - مقدونیه شمالی - عمان - پاکستان - فلسطین | - پاناما - پاراگوئه - پرو - فیلیپین - لهستان - پرتغال - رومانی - روسیه - سنگال - صربستان - سنگاپور - سومالی - آفریقای جنوبی - کره جنوبی - اسپانیا - سری‌لانکا - سودان - اسواتینی - سوئد - سوئیس - معارضان سوری - تاجیکستان - تانزانیا - تایلند - تونس - ترکیه - اوکراین - بریتانیا - ایالات متحده آمریکا - اروگوئه - ونزوئلا - ویتنام |

### دفتر نمایندگی
- قبرس شمالی (دفتر نمایندگی)
- مصر (دفتر حافظ منافع مصر، سفارت یونان)
- یمن (دفتر حافظ منافع یمن، سفارت سودان)

## سفارتخانه‌های در شرف گشایش
- ارمنستان
  - (سفارت در شرف گشایش) در  دوحه
- کوزوو
  - (سفارت در شرف گشایش) در  دوحه

## سفارت‌های غیرمقیم
ساکن در ریاض مگر اینکه خلاف آن ذکر شود
| - کامرون - شیلی (ابوظبی) - کلمبیا (ابوظبی) - ساحل عاج - جمهوری چک (کویت) - دانمارک (ابوظبی) - استونی (قاهره) - اتحادیه اروپا - فیجی (ابوظبی) - فنلاند (ابوظبی) - گابن - گواتمالا (لندن) - گینه (ابوظبی) - جمهوری ایرلند (ابوظبی) | - کره شمالی (کویت) - لیتوانی (قاهره) - مالت - موریس (اسلام‌آباد) - مغولستان (شهر کویت) - نیوزیلند (ابوظبی) - نروژ (ابوظبی) - سیرالئون - اسلواکی (کویت) - اسلوونی (قاهره) - ازبکستان - زامبیا - زیمبابوه (کویت) |